# 菲茨山 (伯爾尼山)
46°27′1″N 7°32′47″E / 46.45028°N 7.54639°E

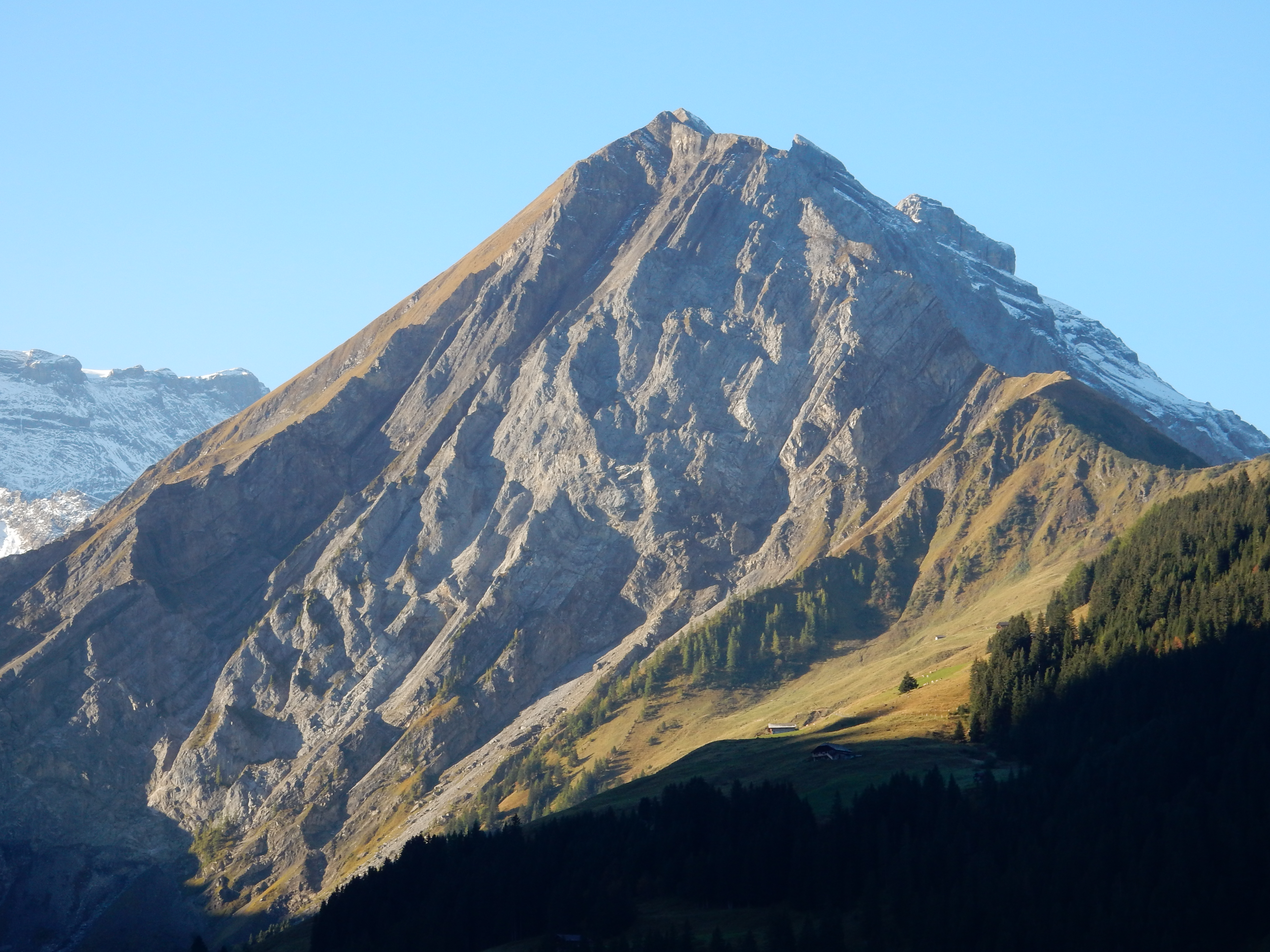

菲茨山（Fitzer），是瑞士的山峰，位於該國中部，由伯恩州負責管轄，屬於伯爾尼山的一部分，距離伯爾尼60公里，海拔高度2,458米，每年平均降雨量1,585毫米。